# 32e régiment d'infanterie (2e régiment d'infanterie thuringeois)
Pour les articles homonymes, voir 32e régiment.
Le 32e régiment d'infanterie (2e régiment d'infanterie thuringeois) est une unité d'infanterie de l'armée prussienne.

## Histoire
Le régiment est issu de plusieurs bataillons de la Landwehr qui ont combattu ensemble pendant les guerres napoléoniennes et sont réunis en un seul régiment d'infanterie à Wesel le 25 novembre 1815. Il s'agissait d'un bataillon du régiment de l'Elbe, du régiment de la Landwehr westphalienne et du régiment de la Landwehr haute-saxonne. Les garnisons changent fréquemment au cours des premières décennies et se trouvent à Münster, Dortmund, Hamm et Soest en 1816, à Erfurt en 1817, à Coblence en 1830, à Cologne en 1831, à Erfurt à nouveau en 1832 et à Halle-sur-Saale en 1860.
Le 7 mai 1861, le régiment devient finalement le 32e régiment d'infanterie (2e régiment d'infanterie thuringeois) est basé à Mayence pendant quelques années sous les ordres du général d'infanterie Hans Wilhelm von Schack, avant qu'il ne soit finalement stationné à Meiningen, la capitale du duché de Saxe-Meiningen, après la guerre austro-prussienne. Là, les 1er et 2e bataillons s'installent dans la caserne principale (de), également appelée caserne de la ville, qui est nouvellement construite de 1865 à 1867. Le 3e bataillon (fusiliers) est initialement resté à Cassel. Après la guerre franco-prussienne de 1871, il est stationné à Hersfeld et, à partir de 1895, également à Meiningen. Là, le bataillon s'installe dans la nouvelle caserne nord de la Leipziger Strasse.

### Première guerre de Schleswig
Participation à la première guerre de Schleswig de 1848/51.

### Guerre austro-prussienne
Dans la guerre contre l'Autriche en 1866, le régiment combat à Hammelburg (10 juillet), Helmstadt (25 juillet) et Uettingen (26 juillet).

### Guerre franco-prussienne
Lors de la guerre franco-prussienne de 1870/71, le régiment participe aux batailles de Frœschwiller-Wœrth (6 août 1870), Sedan (1er septembre), Paris (22 septembre au 6 octobre), Artenay (10 octobre), Orléans (11 octobre), Châteaudun (18 octobre), Chartres (21 octobre), Châteauneuf-en-Thymerais (18 novembre), Bretoncelles (21 novembre), Loigny-Paupry (2 décembre), Orléans (3/4 décembre), Beaugency-Cravant (8 au 10 décembre), Bellême (8/9 janvier 1871), Le Mans (10/11 janvier) et Alençon (15 janvier).

### Première Guerre mondiale
Au début de la Première Guerre mondiale, le régiment est mobilisé le 2 août 1914 et est ensuite déployé d'abord avec la 22e division d'infanterie, puis à partir du 15 mai 1915 avec la 103e division d'infanterie sur les fronts ouest et est. Le 26 septembre 1918, l'unité est mise en déroute à Ripont sur la Dormoise et une grande partie y est faite prisonnière. Un jour plus tard, les restes forment un bataillon avec trois compagnies et trois compagnies de mitrailleuses. Le régiment est réorganisé début octobre 1918. À la suite de lourdes pertes lors de la bataille de Vouziers, le 3e bataillon est dissous le 21 octobre 1918.

### Après-guerre
Après la fin de la guerre, les restes du régiment rentrent chez eux, où ils sont démobilisés à Meiningen du 15 au 18 décembre 1918, puis dissous. Des parties rejoignent le 4e département du 2e régiment volontaire Landesjäger.
La tradition est reprise dans la Reichswehr par décret du 24 août 1921 du chef du commandement de l'armée général de l'infanterie Hans von Seeckt, par la 5e compagnie du 15e régiment d'infanterie à Sondershausen, à partir de 1925 à Weimar.
La caserne principale accueille à partir de 1921 le 1er bataillon du 14e régiment d'infanterie de la Reichswehr, 1934/35 les 1er et 2e bataillons du régiment d'infanterie de Meiningen, divers bataillons de la Wehrmacht de 1935/45 et le 23e bataillon de Panzer de 1945/91. Bataillon Panzer et le 11e bataillon de reconnaissance de la 8e armée de la Garde de l'armée soviétique. Aujourd'hui, un centre de justice s'y trouve. Les bâtiments de la caserne Nord servent de bâtiments résidentiels à partir de 1919, sont réactivés comme caserne en 1935/45 et complètement démolis à partir des années 1990.

## Chefs de régiment
Le premier chef de régiment depuis le 20 septembre 1861 est le général d'infanterie Hans Wilhelm von Schack. À sa mort, le poste est resté vacant du 25 septembre 1866 jusqu'à ce que le roi Guillaume Ier nomme le duc Georges II de Saxe-Meiningen le 31 octobre 1867 comme nouveau chef du régiment.

## Commandants

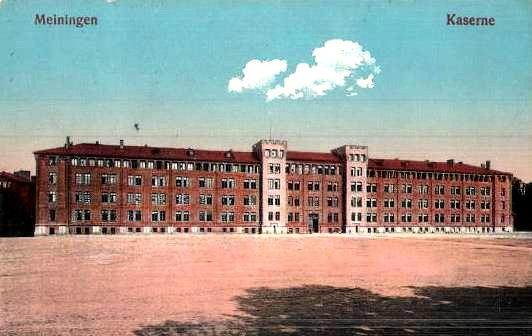
La caserne du régiment à Meiningen vers 1880

| Dienstgrad            | Name                                 | Datum                                                   |
| --------------------- | ------------------------------------ | ------------------------------------------------------- |
| Oberstleutnant/Oberst | Wilhelm Benedikt von Clausewitz (de) | 28 décembre 1815 au 20 juillet 1822                     |
| Oberstleutnant/Oberst | Friedrich Wilhelm von Brünneck       | 21 juillet 1822 au 29 mars 1832                         |
| Oberstleutnant/Oberst | Friedrich von Drigalski              | 30 mars 1832 au 29 mars 1838                            |
| Oberstleutnant/Oberst | Ferdinand von Salisch (de)           | 30 mars 1838 au 29 mars 1844                            |
| Oberst                | Hans Wilhelm von Schack              | 30 mars 1844 au 21 mars 1845                            |
| Oberstleutnant        | Hermann von Suckow (de)              | 22 mars au 14 août 1845                                 |
| Oberstleutnant/Oberst | Hermann von Suckow                   | 15 août 1845 au 5 novembre 1848                         |
| Oberst                | Karl Friedrich von Steinmetz         | 6 novembre 1848 au 16 avril 1851                        |
| Oberst                | Friedrich von Hering (de)            | 17 avril 1851 au 9 mai 1855                             |
| Oberst                | August Wernecke (de)                 | 10 mai 1855 au 17 septembre 1858                        |
| Oberst                | Julius von Rohrscheidt               | 18 septembre 1858 au 21 juin 1861                       |
| Oberst                | Otto von Hoffmann                    | 22 juin 1861 au 24 juin 1864                            |
| Oberst                | Kurt von Schwerin                    | 25 juin 1864 au 21 mars 1868                            |
| Oberst                | Otto von Foerster (de)               | 22 mars 1868 au 12 octobre 1872                         |
| Oberstleutnant/Oberst | Ferdinand von Zeuner (de)            | 12 décembre 1872 au 29 décembre 1875                    |
| Oberst                | Arnold von Bessel                    | 30 décembre 1875 au 11 juillet 1879                     |
| Oberstleutnant/Oberst | Ferdinand von Wulffen                | 12 juillet 1879 au 18 février 1885                      |
| Oberst                | Gerhard von der Osten                | 19 février 1885 au 5 novembre 1888                      |
| Oberstleutnant        | Adolf Boecklin von Boecklinsau (de)  | 6 novembre au 12 décembre 1888 (chargé de la direction) |
| Oberst                | Adolf Boecklin von Boecklinsau       | 13 décembre 1888 au 23 octobre 1891                     |
| Oberst                | Louis Stoetzer                       | 24 octobre 1891 au 15 juin 1894                         |
| Oberst                | Alexander von der Goltz              | 16 juin 1894 au 16 avril 1897                           |
| Oberst                | Hermann von Viebahn (de)             | 17 avril 1897 au 17 mai 1901                            |
| Oberst                | Kurt von Seydlitz-Kurzbach           | 18 mai 1901 au 21 avril 1905                            |
| Oberst                | Bodo von Oheimb                      | 22 avril 1905 au 15 octobre 1906                        |
| Oberst                | Martin Chales de Beaulieu            | 16 octobre 1906 au 20 février 1911                      |
| Oberst                | Alfred von Lewinski                  | 21 février 1911 au 30 septembre 1913                    |
| Oberst                | Paulus von Stolzmann (de)            | 1er octobre 1913 au 1er août 1914                       |
| Oberstleutnant        | Julius Fischer                       | 2 août au 12 septembre 1914                             |
| Oberstleutnant        | Hans von Wangenheim                  | 25 septembre 1914 au 10 juillet 1916                    |
| Oberstleutnant        | Hans von Bojan                       | 15 juillet 1916 au 17 août 1918                         |
| Oberstleutnant        | Wilhelm von Marcard                  | 18 août au décembre 1918                                |